# Ribaucourt (metrostation)
Ribaucourt is een station van de Brusselse metro, gelegen in de gemeente Sint-Jans-Molenbeek.

## Geschiedenis
Het metrostation Ribaucourt werd in dienst genomen op 2 oktober 1988 ter gelegenheid van de in dienststelling van metrolijn 2. Sinds de herziening van het metronet in 2009 bedienen metrolijnen 2 en 6 dit station.

## Situering
Ribaucourt is gelegen onder de Leopold II-laan ter hoogte van de Ribaucourtstraat, waarnaar het metrostation ook vernoemd is.

## Kunst
Bovenaan de perronwanden zijn tegenover elkaar twee kunstwerken van Fernand Flausch geplaatst, onder de titel Le Feu de Néron-La Bataille des Stylites. De 60 meter brede voorstellingen beelden elk een eigen thema uit: "Het vuur van Nero en de supermensen" en "Het gevecht van de stylieten". De werken zijn geschilderd in een stijl die karakteristiek is voor stripverhalen.

## Afbeeldingen

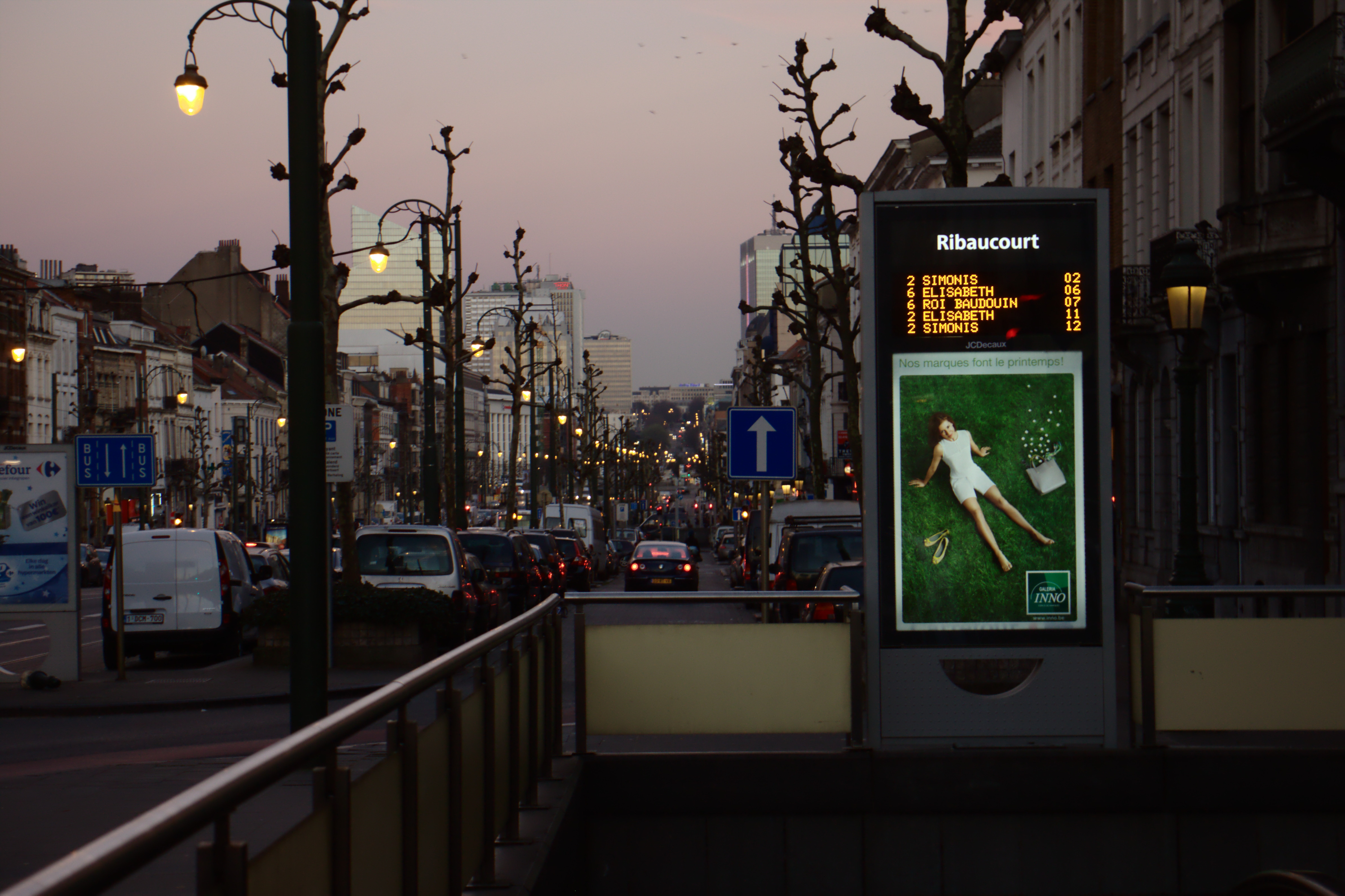
Toegang tot het metrostation op de Leopold II-laan.